# 松本曜
松本 曜（まつもと よう、1960年1月 - ）は、日本の言語学者。専門は意味論。福音派の教会に所属するクリスチャンでもある。

## 経歴
北海道札幌市生まれ。北海道札幌南高等学校、上智大学外国語学部英語学科卒業。スタンフォード大学大学院言語学哲学博士号取得。東京基督教大学講師、明治学院大学文学部助教授、神戸大学大学院人文学研究科教授、国立国語研究所理論・対照研究領域 教授等を経て、現在、名古屋外国語大学教授。

## 書籍

### 著書
- Complex Predicates in Japanese: A Syntactic and Semantic Study of the Notion 'Word' （CSLI Publications）
- 『日英語比較選書6:空間と移動の表現』（共著、研究社）
- 『認知意味論』（編著、大修館書店）
- 『移動表現の類型論』（編著、くろしお出版）
- 『フレーム意味論の貢献』（編著、開拓社）
- 『状態変化表現の類型論』（編著、開拓社）
- Motion event descriptions across languages, vol. 1, Case studies of linguistic representations of motion. (編著、De Gruyter Mouton)
- 「聖書の日本語翻訳文について考える」『聖書翻訳を考える（続）』（いのちのことば社）

### 訳書
- ジェームズ・フーストン『心の渇望』いのちのことば社